# الآن أنت تراني 2
الآن أنت تراني 2 (بالإنجليزية:  2 Now You See Me)‏ فيلم سرقة وإثارة أمريكي من كتابة إد سولومون وإخراج جون إم. تشو سنة 2016، وبطولة كل من جيسي آيزينبيرغ ومارك رافالو ووودي هارلسون وديف فرانكو ودانيال رادكليف وليزي كابلان ودجاي شو وسانا لاثان ومايكل كين ومورغان فريمان. هو الجزء الثاني من فيلم الآن أنت تراني الذي صدر سنة 2013.
في 3 يوليو 2013، تم الإعلان رسميًا عن أن الفيلم قيد التطوير. بدأ التصوير في نوفمبر 2014 واستمر حتى مايو 2015. صدر الفيلم في 10 يونيو 2016 بواسطة شركة أفلام ليونزغيت. تلقى آراء متباينة من النقاد لكنه حقق نجاحًا في شباك التذاكر، حيث حقق 334 مليون دولار في جميع أنحاء العالم.

## القصة
تدور أحداث القصة حول عمليات الخداع البصري وأعمال الخفة، حيث يواجه الفرسان الأربعة قطب كبير من أقطاب التكنولوجيا والذي يحاول استغلالهم من أجل تحقيق مصالحه، وعليهم تبرئة أنفسهم أمام المجتمع من الشائعات والأكاذيب وتوضيح حقائق الأمور والمسئول عنها من خلال عرض أخير.

## الممثلون والشخصيات
- جيسي آدم آيزينبيرغ : دانيال اطلس
- وودي هارلسون : ميريت ماكيني
- مارك رافالو: ديلان رودس
- ديف فرانكو : جاك رايلدر
- ليزي كابلان : لولا
- مورغان فريمان : تداوس برادلي
- دانيال رادكليف : والتر
- آيسلا فيشر : ارثر تريسلر

## الإنتاج
في 3 يوليو 2013، بعد نجاح الجزء الأول في شباك التذاكر، أكد الرئيس التنفيذي لشركة ليونزغيت إنترتينمنت أنه سيكون هناك تتمة للفيلم، مع بدء الإنتاج في عام 2014 في تاريخ إصدار غير محدد. في سبتمبر 2014، تم التأكيد على أن جون إم تشو سيحل محل لويس ليترير في الإخراج. في 2 أكتوبر 2014، أكد مايكل كين في مقابلة أن دانيال رادكليف سيلعب دور ابنه في الفيلم ومن المتوقع أن يبدأ التصوير في ديسمبر في لندن. تم إنتاج الفيلم بواسطة شركة سمت إنترتاينمنت وشركة (K/O Paper Products). في أكتوبر 2014، أُعلن أن آيلا فيشر لن تكون قادرة على إعادة تمثيل دورها في دور هينلي ريفز بسبب حملها، وحلّت محلّها ليزي كابلان. كان يُعتقد أن العنوان سيكون: الآن أنت تراني: الآن لا (Now You See Me: Now You Don't) مع تأييد المخرج لهذا الاسم، ولكن تم الإعلان عن في نوفمبر 2014 أن الفيلم قد غيّر عنوانه إلى الآن أنت تراني: الجزء الثاني. في 28 يناير 2015، تم تأكيد أن هنري لويد هيوز سيلعب دور طفل ذكي يدعى ألين سكوت فرانك. في 22 ديسمبر 2014، أُفيد أن مورغان فريمان لن يُعيد تمثيل دوره في دور ثاديوس برادلي، ولكن في 19 يناير 2015، نشر المخرج جون إم. تشو صورة سيلفي مع فريمان على إنستغرام، للتأكيد على أنّهُ سيعود.

### التصوير
في 25 نوفمبر 2014، نشر مارك رافالو على صفحته على فيسبوك أنه قد انطلق تصوير الجزء الثاني، وذلك في لندن، إنجلترا. في 11 مارس 2015، بدأ التصوير في الصين، حيث تم التصوير في ماكاو ومركز ماكاو للعلوم، وانتهى في 12 مايو 2015 في مدينة نيويورك.

## وصلات خارجية
- الموقع الرسمي
- الآن أنت تراني 2 على موقع IMDb (الإنجليزية)
- الآن أنت تراني 2 على موقع ميتاكريتيك (الإنجليزية)
- الآن أنت تراني 2 على موقع روتن توميتوز (الإنجليزية)
- الآن أنت تراني 2 على موقع نتفليكس (الإنجليزية)
- الآن أنت تراني 2 على موقع قاعدة بيانات الأفلام العربية
- الآن أنت تراني 2 على موقع ألو سيني (الفرنسية)
- الآن أنت تراني 2 على موقع Turner Classic Movies (الإنجليزية)
- الآن أنت تراني 2 على موقع أول موفي (الإنجليزية)
- الآن أنت تراني 2 على موقع بوكس أوفيس موجو (الإنجليزية)
- الآن أنت تراني 2 على موقع فيلمافينيتي (الإسبانية)